# Hudičeva krivulja
Hudičeva krivulja je v geometriji krivulja, ki je dana z enačbo:
{\displaystyle (y^{4}-a^{2}y^{2})=(x^{4}-b^{2}x^{2})\!\,.}
Hudičevo krivuljo je proučeval švicarski matematik Gabriel Cramer (1708 – 1752).
Enačbo hudičeve krivulje lahko zapišemo še v drugi obliki kot:
{\displaystyle y^{2}(y^{2}-a^{2})=x^{2}(x^{2}-b^{2})\!\,.} 

## Polarna oblika enačbe hudičeve krivulje[1]
{\displaystyle r^{2}(\sin ^{2}\theta -\cos ^{2}\theta )=a^{2}\sin \sin ^{2}\theta -b^{2}\sin \cos ^{2}\theta \,}.

## Parametrična oblika enačbe hudičeve krivulje[1]
{\displaystyle x=\cos(t){\sqrt {\frac {a^{2}\sin ^{2}t-b^{2}\cos ^{2}t}{\sin ^{2}t-\cos ^{2}t}}}\,}
{\displaystyle y=\sin(t){\sqrt {\frac {a^{2}\sin ^{2}t-b^{2}\cos ^{2}t}{\sin ^{2}t-\cos ^{2}t}}}\,}.